# U-19-Fußball-Asienmeisterschaft 2016
Die 39. U-19-Fußball-Asienmeisterschaft 2016 (offiziell: 2016 AFC U-19 Championship) wurde vom 13. bis zum 30. Oktober 2016 erstmals in Bahrain ausgetragen. Es traten 16 Mannschaften zunächst in der Gruppenphase in vier Gruppen und danach im K.-o.-System gegeneinander an. Das Turnier diente als asiatische Qualifikation für die U-20-Fußball-Weltmeisterschaft 2017 in Südkorea. Neben Gastgeber Südkorea qualifizierten sich die besten vier Mannschaften dafür.
Japan gewann das Turnier im Finale mit 5:3 im Elfmeterschießen gegen Saudi-Arabien. Die beiden hatten sich im Halbfinale gegen Vietnam und den Iran durchgesetzt. Titelverteidiger Katar schied bereits in der Gruppenphase aus. Torschützenkönig wurden der Saudi-Araber Sami al-Najei, der vier Tore erzielte. Zum besten Spieler des Turniers wurde der Japaner Ritsu Dōan ernannt.

## Teilnehmer

### Qualifikation
Von 47 Mitgliedsverbänden der AFC meldeten sich 43 zur Teilnahme an. Die Auslosung der Gruppen fand am 5. Juni 2015 in Kuala Lumpur statt. Die Mannschaften wurden dabei nach ihrer geographischen Lage in die Westregion, bestehend aus West-, Zentral- und Südasien, und die Ostregion, bestehend aus Südost- und Ostasien sowie Australien, verteilt. Die Westregion setzte sich aus einer Gruppe mit fünf Mannschaften und fünf Gruppen mit vier Mannschaften und die Ostregion aus zwei Gruppen mit fünf Mannschaften und zwei Gruppen mit vier Mannschaften zusammen.
Die Gruppen wurden vom 28. September bis zum 6. Oktober 2015 weiterhin als Miniturniere ausgetragen, bei denen je einer der Teilnehmer als Gastgeber einer Gruppe fungierte. Jede Mannschaft spielte einmal gegen jede andere ihrer Gruppe. Die zehn Gruppensieger und die fünf besten Zweitplatzierten qualifizierten für die Endrunde. Der Gastgeber aus Bahrain nahm ebenfalls an der Qualifikation teil, war aber automatisch für die Endrunde gesetzt. 
Südkorea konnte sich zum insgesamt 37. Mal für die Endrunde qualifizieren und blieb damit Rekordteilnehmer. Dicht dahinter folgten der Nachbar Japan mit 36 sowie mit 32 bzw. 20 Teilnahmen Thailand und der Iran. Für Saudi-Arabien war es die erste Teilnahme nach 2012, für Gastgeber Bahrain die erste nach 2010 und für Tadschikistan die erste nach 2008. Auf der anderen Seite überstanden mit Indonesien, Myanmar und dem Oman drei Teilnehmer von 2014 die Qualifikation nicht.

### Auslosung
Die Gruppenauslosung fand am 30. April 2016 in der bahrainischen Hauptstadt Manama statt. Die Mannschaften wurden entsprechend ihren Platzierungen bei der letzten Austragung im Oktober 2014 auf vier verschiedene Lostöpfe verteilt und in vier verschiedene Gruppen mit jeweils vier Mannschaften gelost. Gastgeber Bahrain war bereits als Gruppenkopf der Gruppe A gesetzt.
- Lostopf 1: Bahrain, Katar, Nordkorea, Usbekistan
- Lostopf 2: Japan, Thailand, Ver. Arab. Emirate, China
- Lostopf 3: Australien, Irak, Südkorea, Jemen
- Lostopf 4: Iran, Vietnam, Saudi-Arabien, Tadschikistan

Die Auslosung ergab folgende Gruppeneinteilung:
| Gruppe A      | Gruppe B           | Gruppe C | Gruppe D      |
| ------------- | ------------------ | -------- | ------------- |
| Bahrain       | Nordkorea          | Katar    | Usbekistan    |
| Thailand      | Ver. Arab. Emirate | Japan    | China         |
| Südkorea      | Irak               | Jemen    | Australien    |
| Saudi-Arabien | Vietnam            | Iran     | Tadschikistan |

### Kader
Jede Mannschaft bestand aus höchstens 23 Spielern, von denen mindestens drei Torhüter sein mussten. Teilnahmeberechtigt waren Spieler, die am oder nach dem 1. Januar 1997 geboren wurden.

## Spielorte
Von der AFC wurden die zwei Städte Madinat Isa und Riffa als Spielorte genannt, die beide im südlichen Gouvernement Bahrains liegen. Im National Stadium fand sowohl das Eröffnungs- als auch das Endspiel statt.
Das größte Stadion war das National Stadium mit einer Kapazität von 30.000 Zuschauern, das kleinste Stadion hingegen, das Khalifa Sports City Stadium bot Platz für 20.000 Zuschauer.
| Madinat Isa                                   | Riffa                              |
| --------------------------------------------- | ---------------------------------- |
| Khalifa Sports City Stadium Kapazität: 20.000 | National Stadium Kapazität: 30.000 |
| National Stadium                              |                                    |

## Gruppenphase
Die Gruppensieger und -zweiten qualifizierten sich für das Viertelfinale, die Dritt- und Viertplatzierten schieden aus dem Wettbewerb aus. Bei Punktgleichheit zweier oder mehrerer Mannschaften wurde die Platzierung durch folgende Kriterien ermittelt:
1. Anzahl Punkte im direkten Vergleich
2. Tordifferenz im direkten Vergleich
3. Anzahl Tore im direkten Vergleich
4. Wenn nach der Anwendung der Kriterien 1 bis 3 immer noch mehrere Mannschaften denselben Tabellenplatz belegten, wurden die Kriterien 1 bis 3 erneut angewendet, jedoch ausschließlich auf die Direktbegegnungen der betreffenden Mannschaften. Sollte auch dies zu keiner definitiven Platzierung führen, wurden die Kriterien 5 bis 9 angewendet.
5. Tordifferenz aus allen Gruppenspielen
6. Anzahl Tore in allen Gruppenspielen
7. Wenn es nur um zwei Mannschaften gegangen wäre und diese beiden auf dem Platz gestanden hätten, wäre es zwischen diesen zu einem Elfmeterschießen gekommen.
8. Niedrigere Anzahl Punkte durch Gelbe und Rote Karten (Gelbe Karte 1 Punkt, Gelb-Rote und Rote Karte 3 Punkte, Gelbe Karte auf die eine direkte Rote Karte folgt 4 Punkte)
9. Losziehung

### Gruppe A
| Pl. | Land          | Sp. | S | U | N | Tore    | Diff. | Punkte |
| --- | ------------- | --- | - | - | - | ------- | ----- | ------ |
| 1.  | Bahrain       | 3   | 2 | 0 | 1 | 007:600 | +1    | 06     |
| 2.  | Saudi-Arabien | 3   | 2 | 0 | 1 | 008:400 | +4    | 06     |
| 3.  | Südkorea      | 3   | 2 | 0 | 1 | 006:400 | +2    | 06     |
| 4.  | Thailand      | 3   | 0 | 0 | 3 | 003:100 | −7    | 0      |

| 13. Oktober 2016, 16:30 Uhr (15:30 Uhr MESZ) in Riffa       |   |               |           |
| Thailand                                                    | – | Südkorea      | 1:3 (0:2) |
| 13. Oktober 2016, 19:30 Uhr (18:30 Uhr MESZ) in Madinat Isa |   |               |           |
| Bahrain                                                     | – | Saudi-Arabien | 3:2 (1:0) |
| 16. Oktober 2016, 16:30 Uhr (15:30 Uhr MESZ) in Riffa       |   |               |           |
| Saudi-Arabien                                               | – | Thailand      | 4:0 (1:0) |
| 16. Oktober 2016, 19:30 Uhr (18:30 Uhr MESZ) in Madinat Isa |   |               |           |
| Südkorea                                                    | – | Bahrain       | 2:1 (0:0) |
| 19. Oktober 2016, 19:30 Uhr (18:30 Uhr MESZ) in Madinat Isa |   |               |           |
| Bahrain                                                     | – | Thailand      | 3:2 (1:1) |
| 19. Oktober 2016, 19:30 Uhr (18:30 Uhr MESZ) in Riffa       |   |               |           |
| Südkorea                                                    | – | Saudi-Arabien | 1:2 (1:1) |

### Gruppe B
| Pl. | Land               | Sp. | S | U | N | Tore    | Diff. | Punkte |
| --- | ------------------ | --- | - | - | - | ------- | ----- | ------ |
| 1.  | Irak               | 3   | 2 | 1 | 0 | 005:000 | +5    | 07     |
| 2.  | Vietnam            | 3   | 1 | 2 | 0 | 003:200 | +1    | 05     |
| 3.  | Ver. Arab. Emirate | 3   | 1 | 1 | 1 | 004:300 | +1    | 04     |
| 4.  | Nordkorea          | 3   | 0 | 0 | 3 | 002:900 | −7    | 0      |

| 14. Oktober 2016, 16:30 Uhr (15:30 Uhr MESZ) in Madinat Isa |   |                    |           |
| Nordkorea                                                   | – | Vietnam            | 1:2 (0:0) |
| 14. Oktober 2016, 19:30 Uhr (18:30 Uhr MESZ) in Madinat Isa |   |                    |           |
| Ver. Arab. Emirate                                          | – | Irak               | 0:1 (0:1) |
| 17. Oktober 2016, 16:30 Uhr (15:30 Uhr MESZ) in Madinat Isa |   |                    |           |
| Vietnam                                                     | – | Ver. Arab. Emirate | 1:1 (1:0) |
| 17. Oktober 2016, 19:30 Uhr (18:30 Uhr MESZ) in Madinat Isa |   |                    |           |
| Irak                                                        | – | Nordkorea          | 4:0 (0:0) |
| 20. Oktober 2016, 19:30 Uhr (18:30 Uhr MESZ) in Madinat Isa |   |                    |           |
| Nordkorea                                                   | – | Ver. Arab. Emirate | 1:3 (1:1) |
| 20. Oktober 2016, 19:30 Uhr (18:30 Uhr MESZ) in Riffa       |   |                    |           |
| Irak                                                        | – | Vietnam            | 0:0       |

### Gruppe C
| Pl. | Land  | Sp. | S | U | N | Tore    | Diff. | Punkte |
| --- | ----- | --- | - | - | - | ------- | ----- | ------ |
| 1.  | Japan | 3   | 2 | 1 | 0 | 006:000 | +6    | 07     |
| 2.  | Iran  | 3   | 1 | 2 | 0 | 002:100 | +1    | 05     |
| 3.  | Katar | 3   | 1 | 1 | 1 | 002:400 | −2    | 04     |
| 4.  | Jemen | 3   | 0 | 0 | 3 | 000:500 | −5    | 0      |

| 14. Oktober 2016, 16:30 Uhr (15:30 Uhr MESZ) in Riffa       |   |       |           |
| Japan                                                       | – | Jemen | 3:0 (0:0) |
| 14. Oktober 2016, 19:30 Uhr (18:30 Uhr MESZ) in Riffa       |   |       |           |
| Katar                                                       | – | Iran  | 1:1 (1:0) |
| 17. Oktober 2016, 16:30 Uhr (15:30 Uhr MESZ) in Riffa       |   |       |           |
| Iran                                                        | – | Japan | 0:0       |
| 17. Oktober 2016, 19:30 Uhr (18:30 Uhr MESZ) in Riffa       |   |       |           |
| Jemen                                                       | – | Katar | 0:1 (0:0) |
| 20. Oktober 2016, 16:30 Uhr (15:30 Uhr MESZ) in Riffa       |   |       |           |
| Katar                                                       | – | Japan | 0:3 (0:2) |
| 20. Oktober 2016, 16:30 Uhr (15:30 Uhr MESZ) in Madinat Isa |   |       |           |
| Jemen                                                       | – | Iran  | 0:1 (0:1) |

### Gruppe D
| Pl. | Land          | Sp. | S | U | N | Tore    | Diff. | Punkte |
| --- | ------------- | --- | - | - | - | ------- | ----- | ------ |
| 1.  | Usbekistan    | 3   | 2 | 1 | 0 | 005:300 | +2    | 07     |
| 2.  | Tadschikistan | 3   | 1 | 1 | 1 | 003:200 | +1    | 04     |
| 3.  | Australien    | 3   | 1 | 1 | 1 | 003:300 | ±0    | 04     |
| 4.  | China         | 3   | 0 | 1 | 2 | 000:300 | −3    | 01     |

| 15. Oktober 2016, 16:30 Uhr (15:30 Uhr MESZ) in Madinat Isa |   |               |           |
| Usbekistan                                                  | – | Tadschikistan | 2:1 (0:1) |
| 15. Oktober 2016, 19:30 Uhr (18:30 Uhr MESZ) in Riffa       |   |               |           |
| China                                                       | – | Australien    | 0:1 (0:0) |
| 18. Oktober 2016, 16:30 (15:30 Uhr MESZ) Uhr in Riffa       |   |               |           |
| Tadschikistan                                               | – | China         | 2:0 (1:0) |
| 18. Oktober 2016, 19:30 Uhr (18:30 Uhr MESZ) in Madinat Isa |   |               |           |
| Australien                                                  | – | Usbekistan    | 2:3 (0:2) |
| 21. Oktober 2016, 19:30 (18:30 Uhr MESZ) Uhr in Madinat Isa |   |               |           |
| Usbekistan                                                  | – | China         | 0:0       |
| 21. Oktober 2016, 19:30 Uhr (18:30 Uhr MESZ) in Riffa       |   |               |           |
| Australien                                                  | – | Tadschikistan | 0:0       |

## Finalrunde
Das Viertel- und Halbfinale sowie das Finale wurden im K.-o.-System gespielt. Stand es bei den Spielen der Finalrunde nach der regulären Spielzeit von 90 Minuten unentschieden, kam es zur Verlängerung von zweimal 15 Minuten und eventuell (falls immer noch kein Sieger feststand) zum Elfmeterschießen.

### Spielplan
|  | Viertelfinale | Viertelfinale |               |         | Halbfinale | Halbfinale |  |  | Finale | Finale |
|  |               |               |               |         |            |            |  |  |        |        |
|  | Bahrain       | 0             |               |         |            |            |  |  |        |        |
|  | Vietnam       | 1             |               |         |            |            |  |  |        |        |
|  | Vietnam       | 1             | Vietnam       | 0       |            |            |  |  |        |        |
|  |               |               | Vietnam       | 0       |            |            |  |  |        |        |
|  |               | Japan         | 3             |         |            |            |  |  |        |        |
|  | Japan         | Japan         | 3             | 4       |            |            |  |  |        |        |
|  | Japan         |               |               | 4       |            |            |  |  |        |        |
|  | Tadschikistan | 0             |               |         |            |            |  |  |        |        |
|  |               |               | Japan         | E0 (5)E |            |            |  |  |        |        |
|  |               | Saudi-Arabien | 0 (3)         |         |            |            |  |  |        |        |
|  | Irak          | 2 (5)         |               |         |            |            |  |  |        |        |
|  | Saudi-Arabien | E2 (6)E       |               |         |            |            |  |  |        |        |
|  | Saudi-Arabien | E2 (6)E       | Saudi-Arabien | 6       |            |            |  |  |        |        |
|  |               |               | Saudi-Arabien | 6       |            |            |  |  |        |        |
|  |               | Iran          | 5             |         |            |            |  |  |        |        |
|  | Usbekistan    | Iran          | 5             | 0       |            |            |  |  |        |        |
|  | Usbekistan    |               |               | 0       |            |            |  |  |        |        |
|  | Iran          | 2             |               |         |            |            |  |  |        |        |

E Sieg im Elfmeterschießen

### Viertelfinale
| 23. Oktober 2016, 16:15 Uhr (15:15 Uhr MESZ) in Madinat Isa |   |               |                                 |
| Irak                                                        | – | Saudi-Arabien | 2:2 n. V. (2:2, 0:0); 5:6 i. E. |
| 23. Oktober 2016, 19:15 Uhr (18:15 Uhr MESZ) in Riffa       |   |               |                                 |
| Bahrain                                                     | – | Vietnam       | 0:1 (0:0)                       |
| 24. Oktober 2016, 16:15 Uhr (15:15 Uhr MESZ) in Riffa       |   |               |                                 |
| Japan                                                       | – | Tadschikistan | 4:0 (2:0)                       |
| 24. Oktober 2016, 19:15 Uhr (18:15 Uhr MESZ) in Madinat Isa |   |               |                                 |
| Usbekistan                                                  | – | Iran          | 0:2 (0:1)                       |

### Halbfinale
| 27. Oktober 2016, 16:15 Uhr (15:15 Uhr MESZ) in Riffa       |   |       |           |
| Saudi-Arabien                                               | – | Iran  | 6:5 (3:2) |
| 27. Oktober 2016, 19:15 Uhr (18:15 Uhr MESZ) in Madinat Isa |   |       |           |
| Vietnam                                                     | – | Japan | 0:3 (0:2) |

### Finale
| Japan                                                                             | Japan | Saudi-Arabien | Saudi-Arabien |
| --------------------------------------------------------------------------------- | --- | --- | ------------- |
| Japan                                                                             | \| Finale \| \| 30. Oktober 2016 um 17:30 Uhr (15:30 Uhr MEZ) in Riffa (Bahrain National Stadium) \| \| Ergebnis: 0:0 n. V., 5:3 i. E. \| \| Zuschauer: 3.460 \| \| Schiedsrichter: Khamis al-Marri ( Katar) \| \| Spielbericht \|                     | \| Finale \| \| 30. Oktober 2016 um 17:30 Uhr (15:30 Uhr MEZ) in Riffa (Bahrain National Stadium) \| \| Ergebnis: 0:0 n. V., 5:3 i. E. \| \| Zuschauer: 3.460 \| \| Schiedsrichter: Khamis al-Marri ( Katar) \| \| Spielbericht \|                                                                 | Saudi-Arabien |
| Japan                                                                             | Ryōsuke Kojima – Sō Fujitani (94. Ryō Hatsuse), Yūta Nakayama, Takehiro Tomiyasu, Kakeru Funaki – Kōji Miyoshi (60. Keita Endō), Daisuke Sakai, Ritsu Dōan, Mizuki Ichimaru (75. Teruki Hara) – Kōki Ogawa, Yūto Iwasaki Cheftrainer: Atsushi Uchiyama | Amin al-Bukhari – Abdulelah al-Amri, Anas Zabbani, Mohammed al-Zubaidi, Fahad al-Harbi – Sami al-Najei, Ayman al-Khulaif (106. Naif Kariri), Ali al-Asmari (119. Nasser al-Dawsari), Abdullah Majrashi – Rakan al-Anaze (80. Mansour al-Muwallad), Abdulrahman al-Yami Cheftrainer: Saad al-Shehri | Saudi-Arabien |
| Japan                                                                             | Elfmeterschießen | | Saudi-Arabien |
| Japan                                                                             | 1:0 Sakai 2:1 Dōan 3:2 Endō 4:3 Nakayama 5:3 Ogawa | 1:1 al-Dawsari 2:2 Kariri 3:3 al-Yami Majrashi | Saudi-Arabien |
| Japan                                                                             | Majrashi (59.), al-Amri (109.), al-Najei (120.) | | Saudi-Arabien |
| Finale                                                                            | | |               |
| 30. Oktober 2016 um 17:30 Uhr (15:30 Uhr MEZ) in Riffa (Bahrain National Stadium) | | |               |
| Ergebnis: 0:0 n. V., 5:3 i. E.                                                    | | |               |
| Zuschauer: 3.460                                                                  | | |               |
| Schiedsrichter: Khamis al-Marri ( Katar)                                          | | |               |
| Spielbericht                                                                      | | |               |

## Beste Torschützen
Nachfolgend sind die besten Torschützen des Turnieres aufgeführt. Bei gleicher Anzahl an Toren sind die Spieler zunächst nach der Anzahl der Vorlagen und anschließend nach den Spielminuten sortiert.
| Rang | Spieler             | Tore | Vorlagen | Spielminuten |
| ---- | ------------------- | ---- | -------- | ------------ |
| 01   | Sami al-Najei       | 4    | 2        | 600          |
| 02   | Abdulrahman al-Yami | 4    | 1        | 478          |
| 03   | Kōki Ogawa          | 3    | 1        | 455          |
| 04   | Reza Jafari         | 3    | 0        | 291          |
| 05   | Waleed Kareem Ali   | 3    | 0        | 336          |
| 06   | Yūto Iwasaki        | 3    | 0        | 352          |
| 07   | Rakan al-Anaze      | 3    | 0        | 529          |

Zu diesen besten Torschützen mit mindestens drei Toren kommen sieben weitere mit je zwei Toren, 46 weitere mit je einem Tor sowie ein Eigentor.

## Schiedsrichter
Beim Turnier kamen die folgenden zwölf Schiedsrichter aus ebensovielen Ländern zum Einsatz.
Hauptschiedsrichter:
- Jarred Gillett
- Jameel Abdulhusin
- Fu Ming
- Jumpei Iida
- Mohammad Abu Loum
- Khamis al-Marri
- Timur Faizullin
- Turki al-Khudhayr
- Muhammad Taqi
- Gamini Nivon
- Hanna Hattab
- Ammar al-Jeneibi